# Amata (królowa)
Amata – królowa Lacjum w mitologii rzymskiej. Była żoną Latynusa, z którym spłodziła Lawinię, jedną z ważnych postaci Eneidy autorstwa Wergiliusza.
Spośród kandydatów do ręki córki wybrała Turnusa, władcę sąsiadujących Rutulów. Kiedy jej mąż postanowił oddać córkę Eneaszowi, Amata (częściowo pod wpływem Junony i furii Alekto) stanęła po stronie Turnusa. Kiedy w kończącym wojnę pojedynku Eneasza z Turnusem ten ostatni zginął, Amata, załamana śmiercią Turnusa i klęską swoich planów, powiesiła się.